# Giuseppe Bellanca

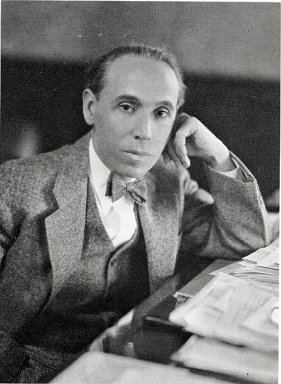
Giuseppe Mario Bellanca

Giuseppe Mario Bellanca (* 19. März 1886 in Sciacca, Italien; † 26. Dezember 1960 in New York City) war ein italo-amerikanischer Flugzeugkonstrukteur und -bauer.

## Leben
Es ist überliefert, dass sich bereits der 14-jährige Giuseppe Bellanca mit Aerodynamik beschäftigt haben soll, in dem er mit einem Drachen experimentierte und dessen Flugeigenschaften verbesserte, so dass sich seine Spielkameraden an ihn wendeten, um ihre Drachen ebenfalls modifizieren zu lassen. Sein Vater soll das Talent seines Sohnes erkannt und ihn auf eine lokale Schule für Technik geschickt haben. Nach dem Besuch dieser Schule wechselte Giuseppe Bellanca auf das Polytechnikum Mailand, an dem er ein Studium als Diplomingenieur abschloss. Bereits während der Studienzeit befasste er sich mit der Konstruktion von Flugzeugen. Er soll durch das Studium einer Zeitung auf den Flug des französischen Luftfahrtpioniers Léon Delagrange aufmerksam geworden sein, der es am 16. März 1907 in Paris geschafft hatte, mit seinem Voisin-Doppeldecker sechs Minuten in der Luft zu bleiben. Dies soll Bellanca dazu inspiriert haben, 1909 ein eigenes motorgetriebenes Flugzeug zu konstruieren. Die Verwirklichung dieses Projektes scheiterte jedoch an den zu hohen Kosten für den Motor.
Im Jahre 1910 zog Bellanca in die USA, wo er 1913 in Brooklyn, New York, sein erstes Flugzeug baute, das von ihm „Parasol“ genannt wurde. Diese Konstruktion mit einem von einem 25 PS leistenden Motor angetriebenen Zugpropeller, dem Tragwerk in der Mitte und einem Leitwerk am Heck wich stark von den seinerzeit populären Konstruktionen ab, die nach dem Beispiel der Konstruktionen der Brüder Wright meistens mit einem Druckpropeller im Heck und dem Leitwerk am Bug ausgestattet waren. Bellanca soll einmal erzählt haben, dass Experten, nachdem sie das Flugzeug gesehen hatten, geäußert haben sollen, dass er mit dem Flugzeug maximal 15 Tage überleben würde. Diese Aussagen hätten ihm aber gezeigt, dass diese Experten der Maschine grundsätzlich ein Abheben vom Boden zutrauten. Letztlich hatte der „Parasol“ sehr gute Flugeigenschaften, und Bellanca lernte auf der Maschine autodidaktisch das Fliegen. Im Jahre 1914 gründete er in Mineola, Long Island, die Flugschule „Bellanca Flying School“, die bis 1916 betrieben wurde. Ein Schüler war Fiorello H. LaGuardia, der im Ersten Weltkrieg zum Fliegerass avancierte und später Bürgermeister von New York wurde.
1921 zog Bellanca nach Omaha, Nebraska, wo er seinen ersten Hochdecker – genannt CF – baute. Die CF war die erste Maschine mit den Bellanca-typischen Verstrebungen, die, als aerodynamische Elemente gestaltet, den Tragflächen einerseits Stabilität verliehen, aber auch zusätzlichen Auftrieb erzeugten. Die Maschine war 1922 wegweisend und erzielte dreizehn erste Preise bei Flugwettbewerben. Gegen die billigen Angebote auf dem Flugzeugmarkt – zu dieser Zeit konnten Maschinen für einige Hunderte Dollar erworben werden – hatte die 5.000 Dollar teure Maschine jedoch keine Chance. Diese Maschine ist erhalten und in der Hand des Smithsonian.
Da er keine finanziellen Erträge erzielen konnte, war Bellanca 1924 mittellos und ging in den Osten der USA als Berater der Wright Aero Corporation in New Jersey und entwickelte dort mehrere einmotorige Eindecker, darunter auch die Wright-Bellanca WB-2, ein Einzelstück als Motorträger, mit der diverse Rekorde aufgestellt wurden. Nach Meinung etlicher Luftfahrtexperten hatte diese Maschine durchaus das Potential für die erste Nonstop-Atlantiküberquerung, und Charles Lindbergh soll die WB-2 auch hierfür in Betracht gezogen und geäußert haben, dass er mit diesem Flugzeug – entgegen der ursprünglichen Planung – sogar ohne Navigator den Atlantik überqueren würde. Dass er mit dieser Auffassung nicht falsch lag, zeigt die Tatsache, dass die WB-2 später nicht nur weiter flog als Lindberghs „Spirit of St. Louis“ bei seinem Erstflug über den Atlantik, sondern dabei zusätzlich neben dem Piloten noch einen Passagier mitgenommen hatte. Gemeinsam mit dem Käufer der WB-2, Charles Levine, gründete Bellanca die Columbia Aircraft Corporation, und sie tauften die WB-2 auf den Namen „Columbia“. Sie sollte den Erstflug über den Atlantik absolvieren, aber wegen interner Querelen verzögerte sich der Start, und Lindbergh kam dem Unternehmen zuvor.
Später überwarf sich Bellanca mit Levine und gründete im Alleingang erneut ein Flugzeuge produzierendes Unternehmen, die Bellanca Aircraft Corporation. 1931 gelang einer auf den Namen „Miss Veedol“ getauften Maschine der erste Nonstopflug über den Pazifik, und in den nächsten fünf Jahren erflogen Bellancas Maschinen einen Rekord nach dem nächsten. Das Unternehmen war auch noch nach dem Zweiten Weltkrieg tätig.
Bellanca verließ die Firma im Jahre 1954 und beabsichtigte, gemeinsam mit seinem Sohn August ein Flugzeug zu bauen, verstarb jedoch vor Abschluss dieses Projektes im Alter von 74 Jahren am 26. Dezember 1960 im Memorial Hospital in New York an Leukämie und hinterließ seine Frau Dorothy Brown Bellanca und seinen Sohn August.